# Piotr Grzybowski (fotograf)
Piotr Grzybowski – polski fotograf, pracownik Super Expressu.

## Życiorys
Wystawiał m.in. w warszawskiej Zachęcie. Był stypendystą Ministerstwa kultury i Dziedzictwa Narodowego.

## Nagrody
Był laureatem m.in. następujących konkursów:
- Konkurs Polskiej Fotografii Prasowej,
- BZ WBK Press Photo (2013[2]),
- Grand Press Photo (2011[2])[1].